# Sladki Limán
Sladki Liman (en ruso: Сладкий Лиман) es un jútor del raión de Kanevskaya del krai de Krasnodar del sur de Rusia. Está situado en la orilla derecha del río Miguta, justo antes de llegar al limán Sladki 17 km al noroeste de Kanevskaya y 127 km al norte de Krasnodar, la capital del krai. Tenía 828 habitantes en 2010.
Pertenece al municipio Starodereviankovskoye.